# 深井沢町
深井沢町（ふかいさわまち）は、大阪府堺市中区にある町名。丁番を持たない単独町名である。住居表示は未実施。

## 地理
中区の北部に位置し、東に深井東町、西に宮園町、南東に深井畑山町、南に東山、南西に東八田、北東に深井水池町、北西に深井清水町と接している。

## 世帯数と人口
2020年（令和2年）3月31日現在（堺市発表）の世帯数と人口は以下の通りである。
| 町丁     | 世帯数    | 人口    |
| -------- | --------- | ------- |
| 深井沢町 | 1,775世帯 | 3,322人 |

### 人口の変遷
国勢調査による人口の推移。
| 1995年（平成7年）  | 3,072人 | [ 6 ]  |  |
| 2000年（平成12年） | 3,212人 | [ 7 ]  |  |
| 2005年（平成17年） | 3,279人 | [ 8 ]  |  |
| 2010年（平成22年） | 3,397人 | [ 9 ]  |  |
| 2015年（平成27年） | 3,490人 | [ 10 ] |  |

### 世帯数の変遷
国勢調査による世帯数の推移。
| 1995年（平成7年）  | 1,163世帯 | [ 6 ]  |  |
| 2000年（平成12年） | 1,408世帯 | [ 7 ]  |  |
| 2005年（平成17年） | 1,479世帯 | [ 8 ]  |  |
| 2010年（平成22年） | 1,657世帯 | [ 9 ]  |  |
| 2015年（平成27年） | 1,762世帯 | [ 10 ] |  |

## 学区
市立小・中学校に通う場合、学区は以下の通りとなる。
| 番・番地等                 | 小学校             | 中学校               |
| -------------------------- | ------------------ | -------------------- |
| 1〜3100番地 3125〜3459番地 | 堺市立東深井小学校 | 堺市立深井中学校     |
| 3101〜3124番地             | 堺市立深井小学校   | 堺市立深井中央中学校 |

## 事業所
2016年（平成28年）現在の経済センサス調査による事業所数と従業員数は以下の通りである。
| 町丁     | 事業所数  | 従業員数 |
| -------- | --------- | -------- |
| 深井沢町 | 312事業所 | 2,646人  |

## 交通

### 鉄道
- 南海電気鉄道
  - 南海泉北線 深井駅

### 道路
- 大阪府道34号堺狭山線

## 施設
- 堺市中区役所
- 堺市立深井中学校
- 中堺警察署 深井駅前交番
- 堺市消防局 中消防署
- 堺中郵便局
- 堺深井沢郵便局[14]

## その他

### 日本郵便
- 郵便番号 : 599-8236[3]（集配局：堺中郵便局[15]）。